# تصوير جنائي تعريفي

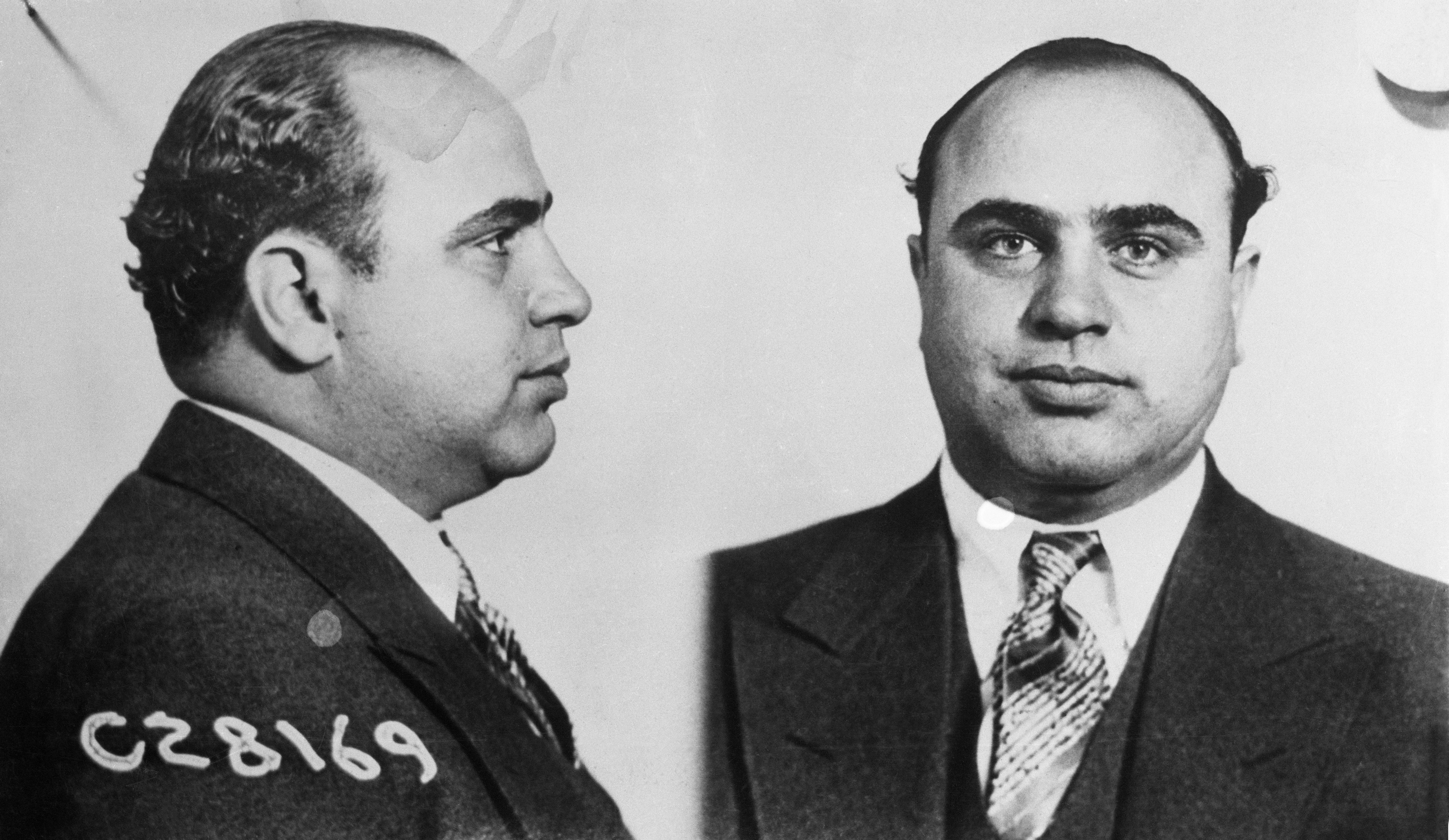
صورة جنائية لزعيم العصابات الأمريكي أل كابوني في 1931.

تصوير جنائي تعريفي هو تصوير وجه الشخص بعد اعتقاله. وعادة تؤخذ له صورة جانبية وصور مقابلة للوجه قصد إضافتها إلى سجله الجنائي حيث تساعد في متابعته والتعرف عليه فيما بعد.